# Oxbow (Saskatchewan)
Oxbow es un pueblo canadiense situado en la provincia de Saskatchewan.

## Superficie
Oxbow tiene una superficie de 3,33 km².

## Demografía
En 2021, tenía 1286 habitantes, una densidad poblacional de 386,6 hab./km², y 574 viviendas.